# Vodú

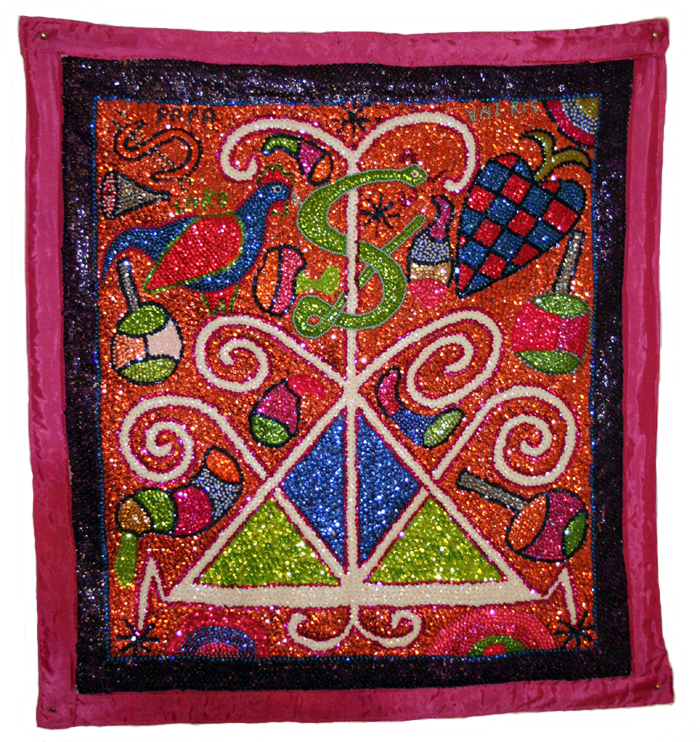
Emblema amb símbols de vodú de l'artista George Valris

El vodú (també escrit vudú o voodoo) és una religió originada a l'Àfrica occidental i transportada a Amèrica arran del comerç d'esclaus. Es tracta d'una variant teista d'un sistema animista de creences, acompanyat d'una gran importància de la màgia. Està lligada a la natura i els seus fenòmens, a les divinitats i els esperits amb els quals es pot entrar en contacte. Hi té un fort component de sincretisme i d'elements folklòrics, com zombis o ninots de vudú. Per la seva vinculació directa amb la cosmologia i els sistemes de creences neolítiques, el seu estudi resulta de gran interès en el camp de la paleoantropologia.
Existeix una àmplia filmografia i literatura existeix respecte a aquestes tradicions místiques de vodú semblants en antiguitat a altres tradicions o religions com el budisme o l'hinduisme, encara que el vodú es podria considerar molt més antic que aquestes, i que a la cultura popular de vegades es dona la tendència cap a demonitzar o a deformar allò que hui en dia és, d'una forma o d'una altra, la religió d'uns més de 40 milions de persones en tot el món, principalment concentrats de forma tradicional a l'Àfrica subsahariana i l'Amèrica Llatina.
El tràfic d'esclaus cap Amèrica produí un fort fenomen de sincretisme entre aquesta religió i les creences cristianes dels esclavistes, i també amb les religions natives dels llocs on es transportà els esclaus. D'aquí sorgiria el vodú d'Haití i un gran nombre de derivats. Alguns d'aquests derivats han arribat a Europa en dècades recents, sobretot mitjançant processos migratoris. Els pobles fon, ewe, mina i altres compartien unes creences similars que van donar lloc al vodú que en fon significa «esperit».

## Els orígens africans: substrat teològic

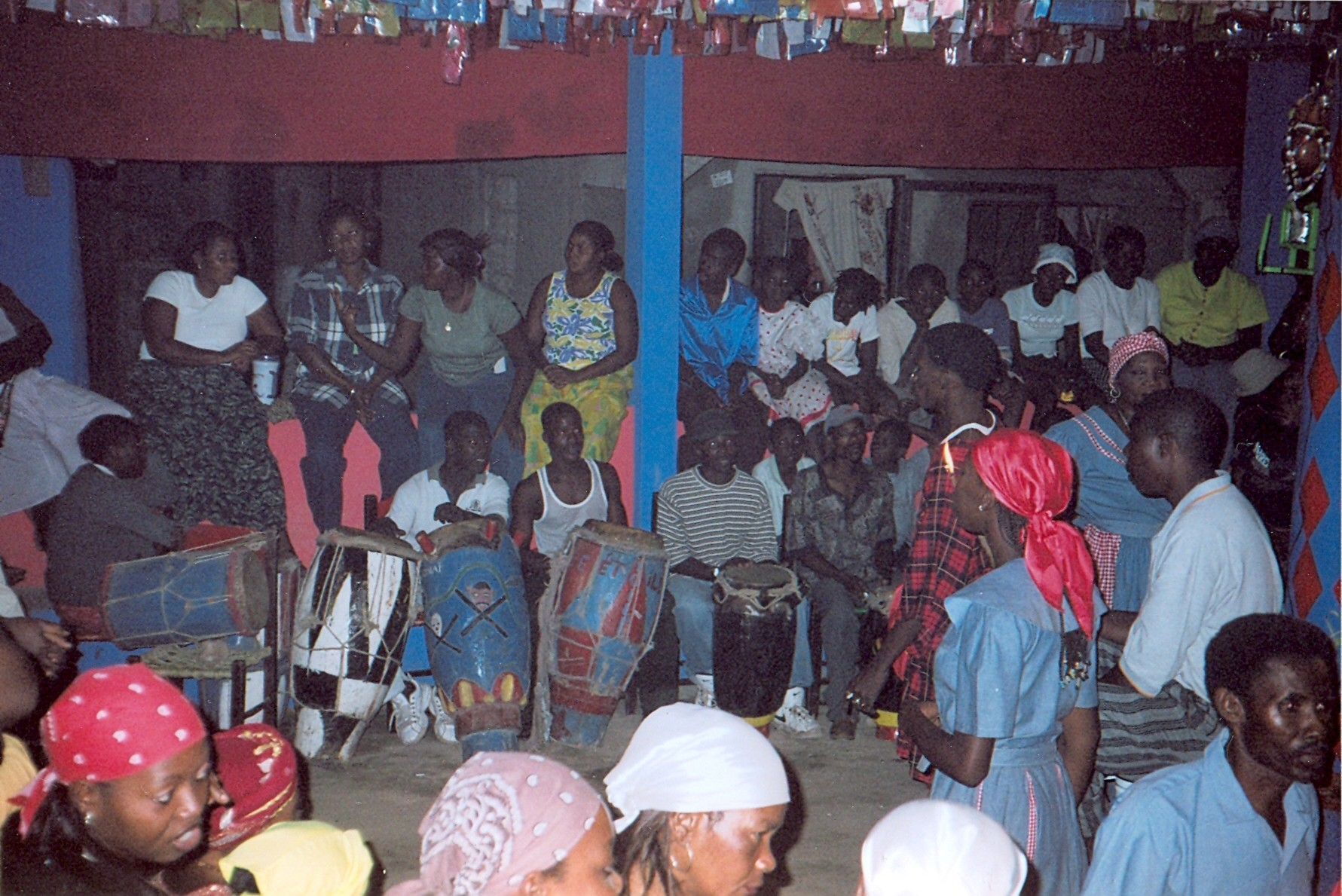
Reunió per a cerimònia ritual de vodú a Jacmel, Haití, molt semblant a les fetes a l'Àfrica subsahariana

Com s'ha indicat, el vodú és una forma teista i màgica de l'animisme que es desenvolupà entre alguns pobles de l'Àfrica occidental abans de l'època històrica, en els territoris del que fou el regne de Dahomey (actual Benín). L'àrea cultural dels pobles fon, gun, mina i ewe té concepcions metafísiques comunes, centrades al voltant de la idea d'un principi cosmològic dual d'ordre diví. Per una banda és present el Déu creador (en un principi Mawu, però el nom del qual pot variar) i per altra banda a una sèrie de déus o esperits actors, fills del Creador. El Déu creador constituiria així el principi cosmogònic, aïllat dels afers mundans, i els voduns són els déus o esperits actors que manen sobre les qüestions terrenals. És interessant observar la semblança entre aquesta vella dualitat i una altra entre el Déu pantocràtor i el Déu politeuma present en moltes altres religions monoteistes modernes.
El panteó de voduns és gran i complex. Hi ha set fills directes de Mawu que són interètnics i estan relacionats amb fenòmens naturals o personatges històrics i mítics, juntament amb dotzenes de voduns ètnics, defensors d'un determinat clan o tribu. A més, hi ha els voduns moderns, procedents fonamentalment de Ghana.

Diversos règims totalitaris a l'Àfrica occidental van intentar suprimir el vodú juntament amb altres formes de religiositat, però avui en dia tornen a estar en voga. Més de 30 milions de persones practiquen actualment el vudú africà en nombrosos països del golf de Guinea. Per a qualsevol persona interessada en el vudú originari, la història comparada de les religions o l'antropologia, visitar els museus i mercats vodú d'Ouidah i Cotonou, a Benín, on és actualment la religió majoritària, o de Lomé, a Togo, resulta una experiència fascinant.
La religió vodú suposa el creure en la vida després de la mort, i també en l'existència de diverses jerarquies espirituals de caràcter maligne, benigne o amoral, anomenades loàs. Aquestes influeixen en el món terrenal gràcies a l'acció d'un alt sacerdot. Aquest és conegut com a houngan i la seva funció és, mitjançant l'ajuda dels ens que convoca, aconseguir curacions, informació determinada (cal no confondre-ho amb les visions xamàniques) i influir sobre la naturalesa. Tot això amb finalitats benignes. Una dona pot ser també houngan si té aptituds i és escollida per a acomplir aquesta tasca. En aquest cas passa a denominar-se manbo.
És possible que el houngan tingui intencions dolentes o que utilitzi el seu poder de convocatòria per al mal; aleshores és denominat bokor.

### Benín
- El panteó de les deïtats és nombrós i continua obert i està presidit per la parella creadora Mawu i Lisà.
- En les cerimònies hi ha pregàries ofrenes, sacrificis d'animals i es canta i es dansa.
- Es creu en la bruixeria i per protegir-se'n s'usen sortilegis i talismans.

## Amèrica

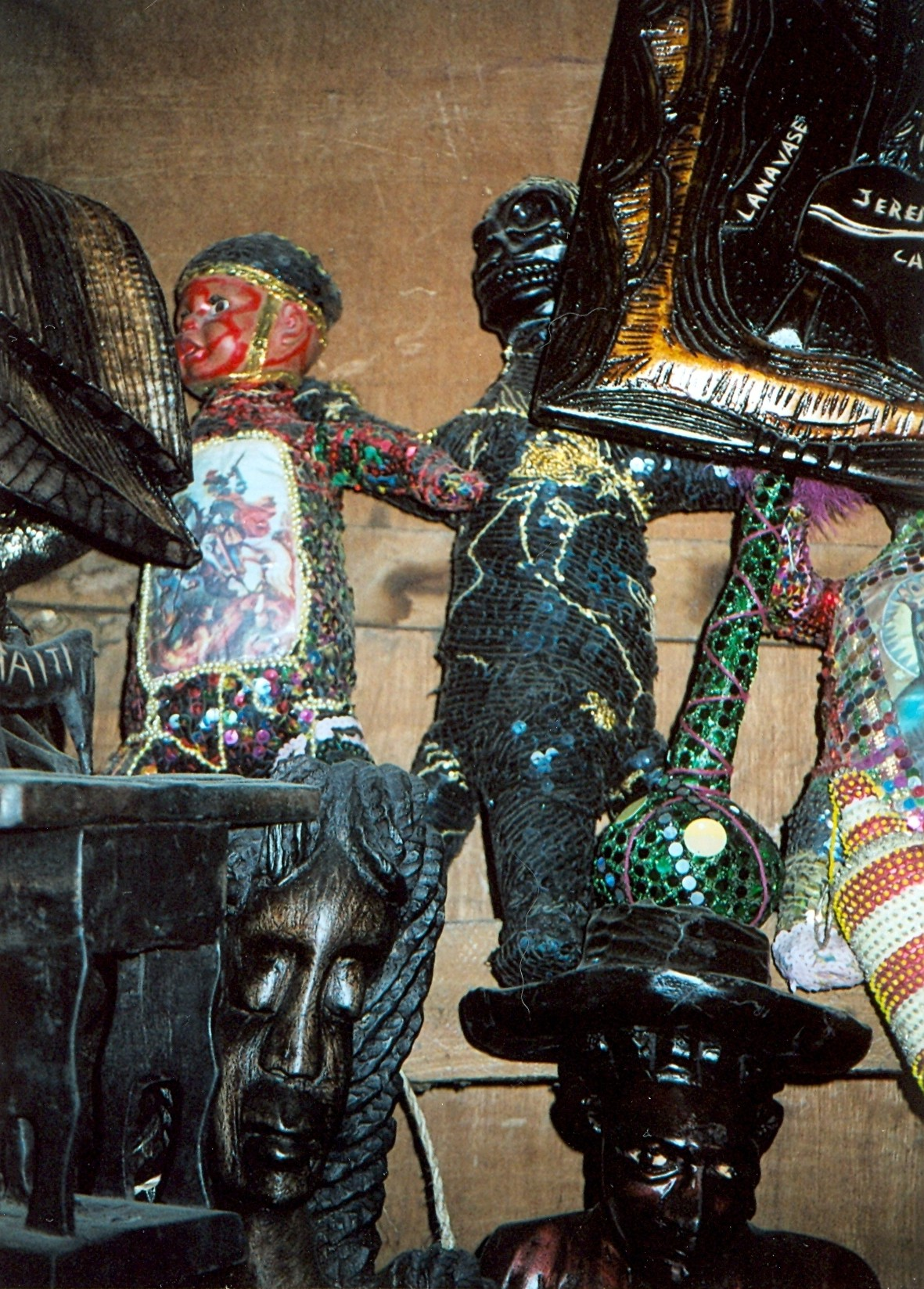
Parafernàlia de ninots utilitzats als rituals de vodú.

El vodú americà és un clar exemple d'evolució sincrètica entre aquesta religiositat teista-animista, les creences cristianes dels esclavistes i les religions locals dels pobles com els arauacs, que s'inicià quan molts africans del golf de Guinea foren utilitzats com esclaus a Haití i en altres zones del Carib.
En els seus inicis mancava d'un clergat i d'uns rituals regulars establerts (litúrgia), ja que fou una religió perseguida pels esclavistes, que forçaven la conversió al cristianisme.
Del vodú americà se'n deriven altres religions com la santeria, de caràcter molt més mistificat pels corrents cristians. La santeria –una de les màximes expressions sincrètiques del món- usa símbols i sants cristians, que representen loàs i ritus anteriors, semblants als del vodú.
El vodú ha estat un gran referent per la cultura popular, a causa de la capacitat atribuïda als bokor per ressuscitar els morts i aprofitar-se'n fent-los treballar (zombis), i també la de provocar la mort a voluntat. Del mateix interès popular han resultat altres elements folklòrics com les nines de vodú o la popularitat de figures del panteó vodú com el Baró Samedi. Existeix una gran literatura i filmografia al respecte, que tendeix a deformar i endimoniar una religió que, actualment, te més de 40 milions de seguidors arreu del món.

### Haití
- Sincretisme dels esperits loà (que en fon significa misteri) amb els sants del catolicisme.
- Influència dels indis taïnos.
- Divisió dels esperits entre les categories de freds i de calents.
- Culte als esperits propis i als dels avantpassats.

## Altres formes religioses relacionades
- Santeria de Cuba
- Candomblé, Umbanda i Quimbanda a Brasil
- Hoodoo a Nova Orleans

## Conceptes equivocats
- Atès que el vodú era una pràctica religiosa dels esclaus negres clandestina i perseguida aviat la paraula vodú va prendre connotacions pejoratives. A més alguns aspectes d'aquesta religió no van ser entesos pels europeus.
- No pertanyen pròpiament al vodú l'ús de nines on es clavaven agulles o els morts que caminen que en realitat pertany al folklore d'Haití.